# Parbayón
Parbayón de Piélagos es una localidad del municipio de Piélagos (Cantabria, España). Tenía 2182 habitantes en 2023 según el INE.
Su actual alcalde, José Ángel Diego, que a su vez es concejal del partido político AVIP (Asociación de Vecinos Independientes de Piélagos) de Medio Ambiente, Parques y Jardines y residuos sólidos del Ayuntamiento de Piélagos, teniendo como segundo alcalde pedáneo a José Antonio Castañera, quien fuera alcalde de Parbayón durante varias legislaturas.

## Geografía
El pueblo se asienta en el fondo de un valle, a 13 kilómetros de Santander y a 7 km de la capital municipal, Renedo de Piélagos, de la cual es colindante. Las localidades más cercanas son Revilla (2,3 km) y Camargo (2,3 km).
La distancia que hay con Santander es de 14 km, y con Torrelavega, de 17,6 km.

## Comunicaciones
El pueblo tiene un apeadero de ferrocarril de la línea de RENFE Santander-Madrid al que se accede a través de una cuesta de gran desnivel.
También existe una línea de autobuses de la compañía Continental Auto con frecuencias diarias. El pueblo es atravesado por la carretera nacional N-623 Santander-Burgos-Madrid (entre Burgos y Madrid se convierte en la N-I) que lo divide en dos partes.

## Barrios
El Jurrió, El Jurrió Alto, La Aguilera, La Calle, Cianca, Los Campos, La Cotera, La Pasiega, Río Mijares y San Benito.

## Fiestas
- 10 de agosto (San Lorenzo, patrón del pueblo).
- 16 de agosto (San Roque, continuación de las fiestas del pueblo por su proximidad a San Lorenzo).
- Primer domingo de septiembre (Nuestra Señora de Cianca, en el barrio de Cianca).
- 4 de octubre (San Francisco, en el barrio de La Aguilera).
- 30 de mayo (San Fernando, en el barrio de La Cotera).